# Избори за народне посланике Краљевине СХС 1927.
Избори за народне посланике Краљевине СХС 1927. су одржани 11. септембра 1927.

## Позадина
Николу Узуновића је на челу владе заменио Велимир Веља Вукићевић, до тада председник малобројног радикалско-дисидентског клуба посланика окупљених око Љубе Јовановића, познатог Пашићевог противника. Сам он није имао никаквог политичког угледа. Унутар Радикалне странке тада је било три групације: Пашићевци (присталице Пашића), група окупљена око Главног одбора Радикалне странке (на челу са Марком Трифковићем, а овој групи припадао је и Божидар Максимовић) и група око Љубе Јовановића (најмалобројнија; њој је припадао и Вукићевић). Вукићевић је имао свега десетак страначких другова око себе када је формирао владу. Велики део Радикалне странке био је против њега. Долазак Вукићевића на чело владе довео је и до расцепа унутар Демократске странке јер је у владу ушао „дворски човек“, Војислав Маринковић, противник Љубомира Давидовића. Владом нису били задовољни ни ХРСС ни ЈМО. 

## Избори
Избори заказани за 11. септембар 1927. године више су одговарали Радикалној странци него опозиционим грађанским странкама. Владини кругови намеравали су да оснују неку „четврту странку“ која би осигурала њене интересе. Избори су замишљени као средство за слабљење опозиције и јачање владе која је требало да постане најмоћнији фактор у политици Краљевине. Опозиција је стога у предизборној акцији изложена веома оштрим прогонима. Влада није презала ни од каквих метода. Отворено је опозиционим бирачима онемогућавано да дођу на биралишта. Полиција је вршила јак притисак на ХРСС и Комунистичку партију (односно Републикански савет радника и сељака). Владини агенти су Павлу Радићу (потпредседнику ХРСС) задали теже повреде код Скопља и присилили га да се врати у Загреб. Од укупно 3.375.000 уписаних бирача на биралишта је изашло око 2.300.000. Народна радикална странка добила је 112 мандата, ХСС 61, ДС 59, СЛС 20, ЈМО 9. Изборни резултати показали су се лошим по Радикале, иако су добили већину у Скупштини (у односу на претходних 142 мандата био је то осетан пад). ХРСС је изгубила 6 мандата, али су Демократе значајно напредовале – од 36 на 59. 

## Резултати
| Партије/коалиције                                                                                  | Партије/коалиције                                                                                  | Гласови   | %    | Посланици | +/- |
| -------------------------------------------------------------------------------------------------- | -------------------------------------------------------------------------------------------------- | --------- | ---- | --------- | --- |
| Народна радикална странка                                                                          | Народна радикална странка                                                                          | 742,111   | 31,9 | 112       | -31 |
| Југословенска демократска странка                                                                  | Југословенска демократска странка                                                                  | 386,656   | 16,6 | 63        | +26 |
| (Хрватска) Народна сељачка странка                                                                 | (Хрватска) Народна сељачка странка                                                                 | 368,320   | 15,8 | 61        | -6  |
| Самостална демократска странка                                                                     | Самостална демократска странка                                                                     | 204,350   | 8,8  | 22        | +1  |
| Словеначка народна странка                                                                         | Словеначка народна странка                                                                         | 139,611   | 6,0  | 21        | -   |
| Демократска заједница - Југословенска демократска странка - Југословенска муслиманска организација | Демократска заједница - Југословенска демократска странка - Југословенска муслиманска организација |           |      | 11        | +11 |
| Југословенска муслиманска организација                                                             | Југословенска муслиманска организација                                                             |           |      | 9         | -6  |
| Савез земљорадника                                                                                 | Савез земљорадника                                                                                 | 147,882   | 6,4  | 9         | +6  |
| Немачка странка Југославије                                                                        | Немачка странка Југославије                                                                        |           |      | 6         | +1  |
| Хрватски блок - Хрватска странка права - др Анте Павелић - Хрватска федералистичка сељачка странка | Хрватски блок - Хрватска странка права - др Анте Павелић - Хрватска федералистичка сељачка странка |           |      | 2         | +2  |
| Словеначка сељачка странка - СКС                                                                   | Словеначка сељачка странка - СКС                                                                   |           |      | 1         | -   |
| Црногорска федералистичка странка                                                                  | Црногорска федералистичка странка                                                                  |           |      | 1         | -2  |
| Хрватска пучка странка                                                                             | Хрватска пучка странка                                                                             |           |      | 1         | +1  |
| Социјалистичка партија Југославије                                                                 | Социјалистичка партија Југославије                                                                 | 23,544    | 1,0  | 1         | +1  |
| Републикански савез радника и сељака                                                               | Републикански савез радника и сељака                                                               | 43,114    | 1,9  | 0         | 0   |
| Укупно                                                                                             | Укупно                                                                                             | 2,324,569 |      | 315       | -   |